# 3652 Soros
3652 Soros eller 1981 TC3 är en asteroid i huvudbältet som upptäcktes den 6 oktober 1981 av den ryska astronomen Tamara Smirnova vid Krims astrofysiska observatorium på Krim. Den har fått sitt namn efter George Soros.
Asteroiden har en diameter på ungefär 12 kilometer.